# Jan Kyklhorn
Jan Kyklhorn (* 24. listopadu 1975) je bývalý český fotbalista, záložník.

## Fotbalová kariéra
V české lize hrál za FK Chmel Blšany. Nastoupil v 9 ligových utkáních. Gól v lize nedal. V nižších soutěžích hrál i za FK Arsenal Česká Lípa a FK Baník Most 1909.

## Ligová bilance
| Ročník                          | Zápasy | Góly | Klub                  |
| ------------------------------- | ------ | ---- | --------------------- |
| 2. česká fotbalová liga 1997/98 | 12     | 1    | FK Arsenal Česká Lípa |
| 2. česká fotbalová liga 1998/99 | 13     | 3    | FK Arsenal Česká Lípa |
| Gambrinus liga 1998/99          | 3      | 0    | FK Chmel Blšany       |
| Gambrinus liga 1999/00          | 6      | 0    | FK Chmel Blšany       |
| 2. česká fotbalová liga 1999/00 | 9      | 2    | FK Baník Most 1909    |
| CELKEM 1. liga                  | 9      | 0    |                       |